# Brigham Young University Museum of Art

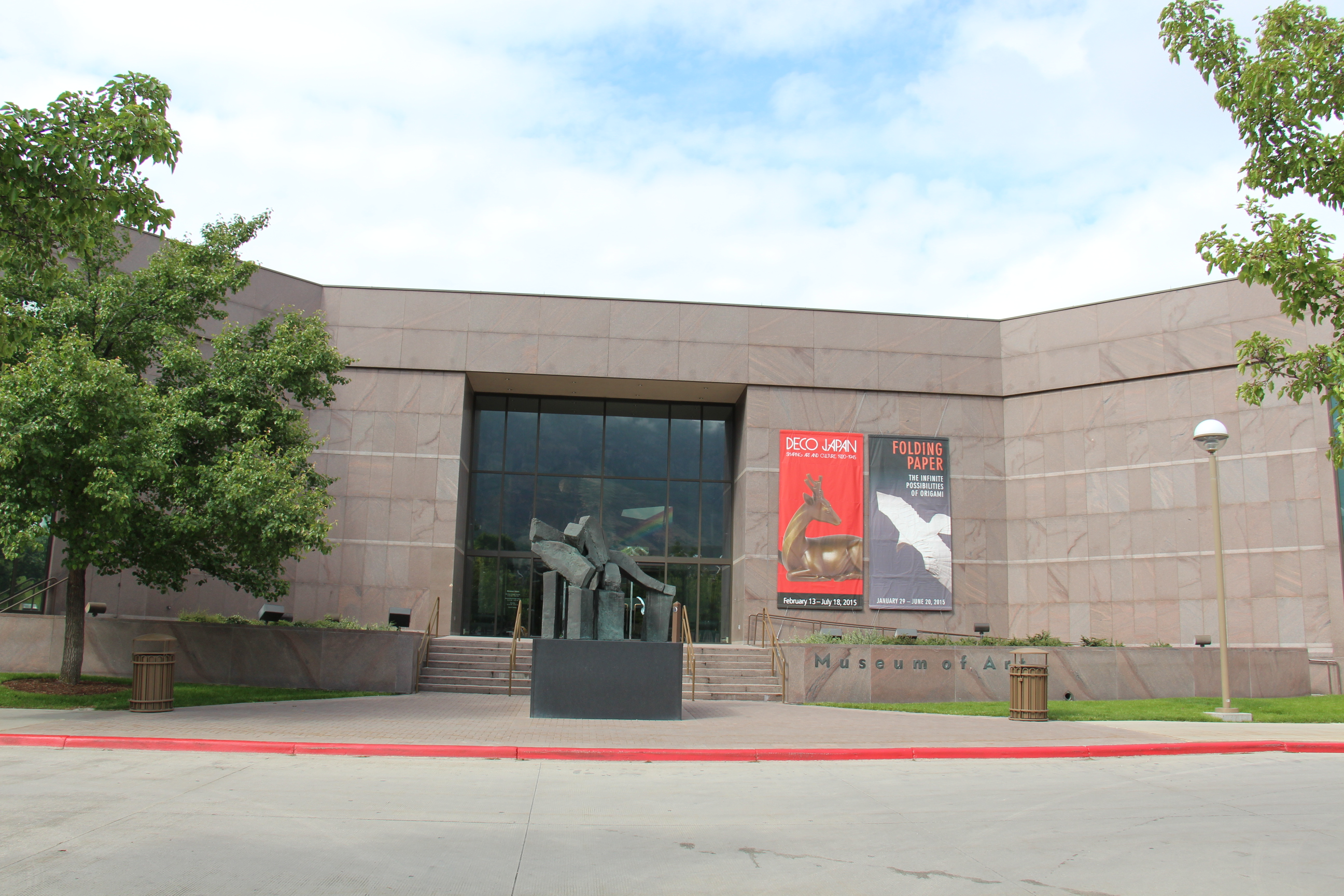
BYU Museum of Art

Das Brigham Young University Museum of Art (BYU Museum of Art) der Brigham Young University in Provo, Utah,  ist eines der größten und meistbesuchten Kunstmuseen im Mountain West. Das Kunstmuseum wurde 1993 eröffnet. 

## Architektur

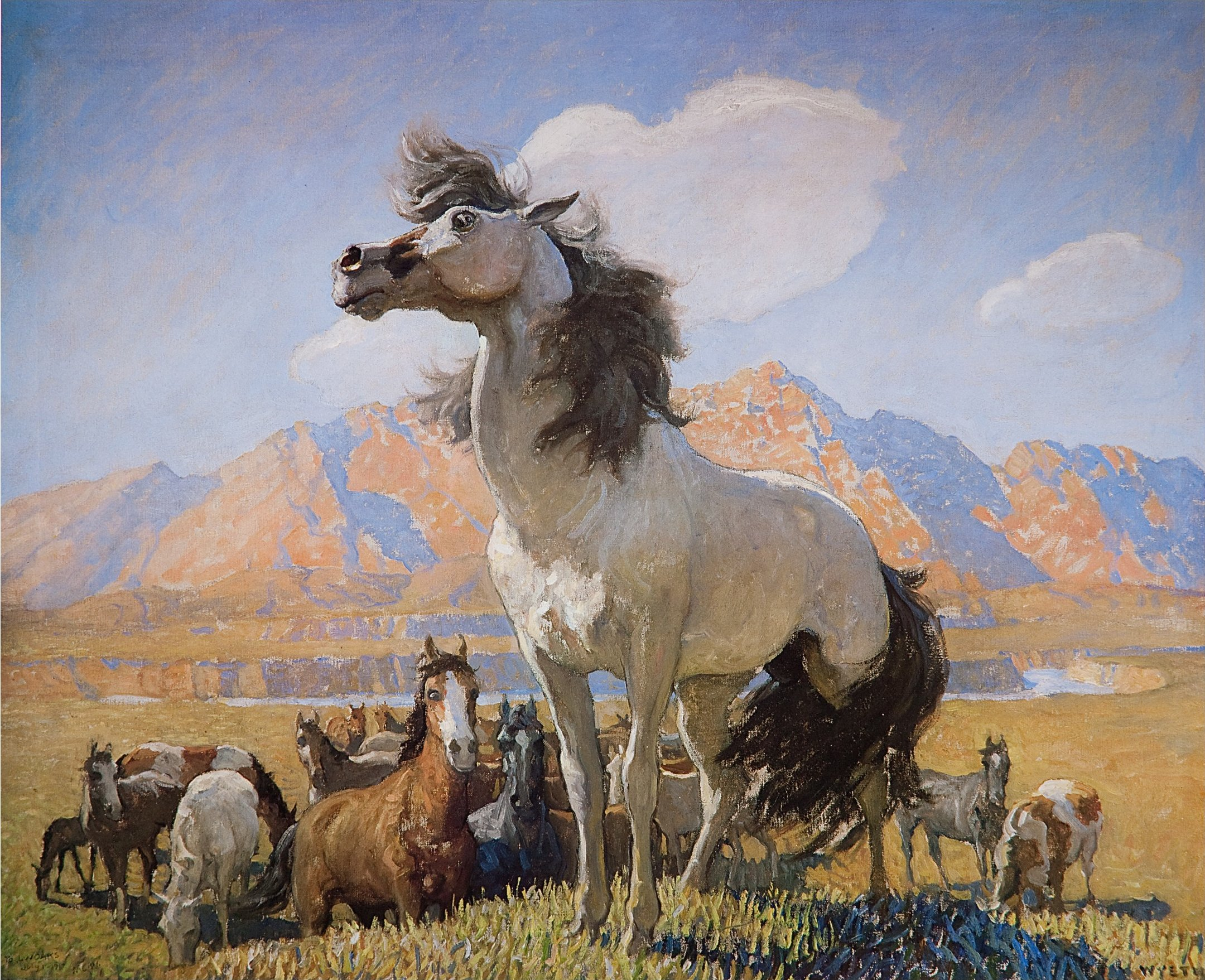
Smokey Face von N. C. Wyeth (Newell Convers Wyeth)

Das moderne, vierstöckige Museumsgebäude erstreckt sich über mehr als 9500 Quadratmeter. Es wurde von dem Architekten James Langenheim unter Mitwirkung von LeMar Terry und Stuart Silver, den ehemaligen Direktoren für Beleuchtung und Design des Metropolitan Museum of Art, entworfen. Das Gebäude beherbergt zehn Ausstellungsgalerien, ein Auditorium, Unterrichtsräume, ein kleines Theater, einen Raum für Druckstudien, einen Museumsshop sowie Sicherheits- und Verwaltungsbüros. Darüber hinaus verfügt es über hochmoderne Design-, Produktions-, Imaging-, Registrierungs- und Lagerräume. Das Museumscafé bietet einen Blick auf einen Skulpturengarten und einen Teich.

## Sammlung

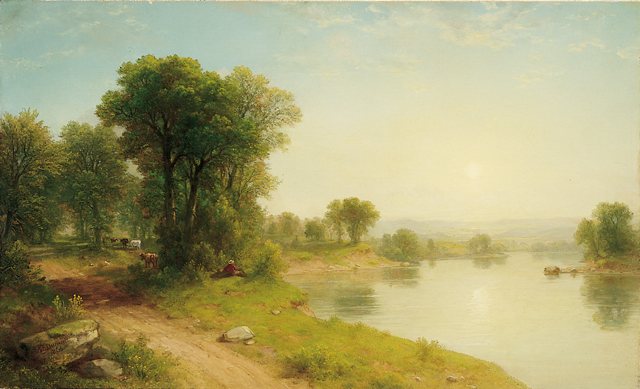
Landscape von Asher Brown Durand, 1866

Das Kunstmuseum der Brigham Young University (BYU) in Provo, Utah, beherbergt eine vielfältige Sammlung von über 18.000 Kunstwerken mit Schwerpunkt auf amerikanischer und europäischer Kunst. Zu den Beständen des Museums gehören Werke berühmter Künstler wie Rembrandt van Rijn, Carl Bloch und Norman Rockwell. Darüber hinaus besitzt das Museum bedeutende Sammlungen japanischer Farbholzschnitte – darunter eine Sammlung aus dem Nachlass von Mahonri M. Young, die ursprünglich von dem amerikanischen Impressionisten Julian Alden Weir erworben wurde – sowie Werke westamerikanischer Künstler wie Maynard Dixon und Minerva Teichert. Die Sammlung amerikanischer Kunst umfasst 250 Jahre und enthält herausragende Werke wie Noon (1921) von Abbott Thayer und Landscape (1866) von Asher Brown Durand. 